# Nick Bätzner
Nick Bätzner (Ludwigsburg, 15 marzo 2000) è un calciatore tedesco, centrocampista o attaccante del Wehen Wiesbaden.

## Caratteristiche tecniche
È un centrocampista offensivo.

## Carriera

### Club
Cresciuto nel settore giovanile dello Stoccarda, nel 2020 viene ceduto all'Ostenda con cui debutta fra i professionisti giocando l'incontro di Pro League pareggiato 2-2 contro il Genk.

### Nazionale
Ha giocato nelle nazionali giovanili tedesche Under-18, Under-19 ed Under-21.

## Statistiche
Statistiche aggiornate al 22 luglio 2021.

### Presenze e reti nei club
| Stagione        | Squadra         | Campionato      | Campionato | Campionato | Coppe nazionali | Coppe nazionali | Coppe nazionali | Coppe continentali | Coppe continentali | Coppe continentali | Altre coppe | Altre coppe | Altre coppe | Totale | Totale | Totale |
| Stagione        | Squadra         | Comp            | Pres       | Reti       | Comp            | Pres            | Reti            | Comp               | Pres               | Reti               | Comp        | Pres        | Reti        | Pres   | Reti   |        |
| --------------- | --------------- | --------------- | ---------- | ---------- | --------------- | --------------- | --------------- | ------------------ | ------------------ | ------------------ | ----------- | ----------- | ----------- | ------ | ------ | ------ |
| 2019-2020       | Stoccarda II    | RL              | 1          | 0          |                 | -               | -               |                    | -                  | -                  |             | -           | -           | 1      | 0      |        |
| 2020-2021       | Ostenda         | D1              | 24         | 1          | CB              | 2               | 1               |                    | -                  | -                  |             | -           | -           | 26     | 2      |        |
| 2021-2022       | Ostenda         | D1              | 1          | 0          | CB              | 0               | 0               |                    | -                  | -                  |             | -           | -           | 1      | 0      |        |
| Totale carriera | Totale carriera | Totale carriera | 26         | 1          |                 | 2               | 1               |                    | -                  | -                  |             | -           | -           | 28     | 2      |        |